# 韦尔特 (图林根州)
韦尔特（德語：Werther，發音：[ˈveːɐ̯tɐ] ⓘ）是德国图林根州诺德豪森县的市镇，面积61.94平方千米，2023年12月31日人口为3,058人。